# Cantón de Beaune-Norte
El cantón de Beaune-Norte era una división administrativa francesa, que estaba situada en el departamento de Côte-d'Or y la región de Borgoña.

## Composición
El cantón estaba formado por catorce comunas, más una fracción de la comuna que le daba su nombre:
- Aloxe-Corton
- Auxey-Duresses
- Beaune (fracción)
- Bouilland
- Bouze-lès-Beaune
- Échevronne
- Mavilly-Mandelot
- Meloisey
- Meursault
- Monthelie
- Nantoux
- Pernand-Vergelesses
- Pommard
- Savigny-lès-Beaune
- Volnay

## Supresión del cantón de Beaune-Norte
En aplicación del Decreto nº 2014-175 de 18 de febrero de 2014, el cantón de Beaune-Norte fue suprimido el 22 de marzo de 2015 y sus 15 comunas pasaron a formar parte; catorce del nuevo cantón de Ladoix-Serrigny y la fracción del cantón que le daba su nombre se sumó a la otra fracción para formar el nuevo cantón de Beaune.